# Luis Romo
Luis Francisco Romo Barrón (Los Mochis, 5 de junio de 1995) es un futbolista mexicano que juega como centrocampista en el C. D. Guadalajara de la Primera División de México y es internacional absoluto con la selección de México.

## Trayectoria

### Inicios
Tuvo sus inicios en las fuerzas básicas de Cruz Azul en 2010. Formó parte de las filiales del club entre febrero y septiembre del mismo año, cuando dejó de ser considerado. Continuó su formación con el Querétaro, donde completó 113 partidos y 13 goles con las divisiones de 17 y 20 años.
Romo debutó como profesional el 20 de agosto de 2016 con Querétaro Premier en el empate 1-1 ante  Santos de Soledad en la tercera categoría. El 23 de agosto de 2016 integró por primera vez la convocatoria del primer equipo en el empate 1-1 ante Puebla en la Copa, sin tener minutos de juego.
El 17 de enero de 2018 debutó con los Gallos Blancos en el triunfo 3-1 ante Morelia, nuevamente por el torneo de Copa, y más tarde, el 20 de julio, hizo su presentación en liga en el empate 0-0 ante el Atlas en el Apertura. El 3 de agosto de 2019 destacó su figura con un doblete en el triunfo 3-0 ante Cruz Azul en el Estadio Corregidora en el Apertura, que fue el último torneo que disputó con el equipo.

### Cruz Azul (2° etapa)
El 1 de enero de 2020 se hace oficial su fichaje por el Cruz Azul para el Clausura. Debutó con el conjunto celeste el 17 de enero en la derrota 2-1 contra el Atlético de San Luis, y realizó su primera anotación 8 días después en el triunfo 3-0 ante Santos Laguna. En agosto del mismo año fue elegido el jugador del mes, y tras finalizar el Apertura, fue incluido en el equipo ideal del torneo. De igual forma, durante el Clausura 2021 repitió la distinción en los meses de febrero y mayo.
El 27 de mayo de 2021 anotó el único tanto del triunfo 1-0 en el juego de ida de la final del torneo ante Santos Laguna, y tres días después levantó su primer título de liga en el Estadio Azteca con 2-1 en el marcador global, además de ser reconocido como el mejor jugador del certamen.
Luego de ser convocado para disputar los Juegos Olímpicos de Tokio 2020, celebrados durante el verano de 2021 a causa de la pandemia de coronavirus, Romo no pudo integrar al equipo que levantó el Campeón de Campeones ante León en Los Ángeles, y a su regreso, apenas disputó 9 encuentros del Apertura debido a una lesión, finalizando su etapa con el club al final del torneo luego de 2 años.

### Monterrey
El 6 de enero de 2022 se hace oficial su llegada con el Monterrey. En su presentación, mencionó que deseaba destacar en el club como lo hizo Jesús Arellano, a quien admiraba cuando era niño. Realizó su debut con el equipo 8 días después en el triunfo 4-0 ante Necaxa en el Clausura, y poco después, el 9 de abril, marcó su primer gol en el triunfo 1-0 contra Santos Laguna.

### Cruz Azul (3° etapa)
El 8 de julio de 2024 se anunció su regreso por tercera ocasión con el conjunto celeste de cara al Apertura. Finalizó como el jugador con más asistencias del torneo, con un total de seis, empatado con el delantero Henry Martín.

### Guadalajara
El 11 de enero de 2025 fue presentado como nuevo jugador del Guadalajara de cara al Clausura.

## Selección nacional

### Sub-23
El 6 de julio de 2021 es incluido en la convocatoria de Jaime Lozano para disputar el torneo masculino de fútbol a celebrarse en Tokio. La delegación mexicana obtuvo la medalla de bronce tras vencer 3-1 al conjunto local en el Estadio Saitama, tomando revancha luego de perder en la misma instancia ante los nipones en los Juegos Olímpicos de México 1968.

### Selección absoluta
Romo debutó con la selección de México el 20 de noviembre de 2019 en el triunfo 3-0 ante Panamá en la Liga de Naciones de la Concacaf. El 15 de noviembre de 2022 fue incluido en la lista definitiva de 26 jugadores que disputaría la Copa Mundial de Fútbol de 2022 en Catar. Sin embargo, no recibió minutos de competencia por parte del técnico argentino Gerardo Martino.
Participaciones en fases finales
| Torneo                   | Sede                    | Resultado    | Partidos | Goles | Asistencias |
| ------------------------ | ----------------------- | ------------ | -------- | ----- | ----------- |
| Liga de Naciones 2019-20 | Estados Unidos          | Subcampeón   | 3        | –     | –           |
| Juegos Olímpicos 2020    | Tokio                   | Tercer lugar | 6        | 2     | 1           |
| Copa del Mundo 2022      | Catar                   | Primera fase | –        | –     | –           |
| Liga de Naciones 2022-23 | Estados Unidos          | Tercer lugar | 4        | 1     | –           |
| Copa Oro 2023            | Estados Unidos y Canadá | Campeón      | 6        | 2     | –           |
| Liga de Naciones 2023-24 | Estados Unidos          | Subcampeón   | 4        | –     | –           |
| Copa América 2024        | Estados Unidos          | Primera fase | 3        | –     | 1           |
| Liga de Naciones 2024-25 | Estados Unidos          | Campeón      | 4        | –     | –           |

## Estadísticas

### Clubes
Actualizado al último partido disputado el 16 de agosto de 2025.
| Club                       | Temporada     | Div.          | Liga  | Liga  | Liga   | Copas (1) | Copas (1) | Copas (1) | Internacional (2) | Internacional (2) | Internacional (2) | Total (3) | Total (3) | Total (3) | Media goleadora |
| Club                       | Temporada     | Div.          | Part. | Goles | Asist. | Part.     | Goles     | Asist.    | Part.             | Goles             | Asist.            | Part.     | Goles     | Asist.    | Media goleadora |
| -------------------------- | ------------- | ------------- | ----- | ----- | ------ | --------- | --------- | --------- | ----------------- | ----------------- | ----------------- | --------- | --------- | --------- | --------------- |
| Querétaro Premier · México | 2016-17       | 3.ª           | 37    | 6     | 0      | —         | —         | —         | —                 | —                 | —                 | 37        | 6         | 0         | 0.16            |
| Querétaro Premier · México | 2017-18       | 3.ª           | 14    | 3     | 0      | —         | —         | —         | —                 | —                 | —                 | 14        | 3         | 0         | 0.21            |
| Querétaro Premier · México | Total club    | Total club    | 51    | 9     | 0      | 0         | 0         | 0         | 0                 | 0                 | 0                 | 51        | 9         | 0         | 0.18            |
| Querétaro · México         | 2016-17       | 1.ª           | —     | —     | —      | 0         | 0         | 0         | —                 | —                 | —                 | 0         | 0         | 0         | 0.00            |
| Querétaro · México         | 2017-18       | 1.ª           | 0     | 0     | 0      | 6         | 0         | 0         | —                 | —                 | —                 | 6         | 0         | 0         | 0.00            |
| Querétaro · México         | 2018-19       | 1.ª           | 29    | 1     | 0      | 3         | 0         | 0         | —                 | —                 | —                 | 32        | 1         | 0         | 0.03            |
| Querétaro · México         | 2019-20       | 1.ª           | 19    | 3     | 2      | 1         | 0         | 0         | —                 | —                 | —                 | 20        | 3         | 2         | 0.15            |
| Querétaro · México         | Total club    | Total club    | 48    | 4     | 2      | 10        | 0         | 0         | 0                 | 0                 | 0                 | 58        | 4         | 2         | 0.07            |
| Cruz Azul · México         | 2019-20       | 1.ª           | 9     | 2     | 0      | —         | —         | —         | 2                 | 0                 | 0                 | 11        | 2         | 0         | 0.18            |
| Cruz Azul · México         | 2020-21       | 1.ª           | 39    | 6     | 13     | —         | —         | —         | 4                 | 0                 | 0                 | 43        | 6         | 13        | 0.14            |
| Cruz Azul · México         | 2021-22       | 1.ª           | 9     | 1     | 2      | —         | —         | —         | —                 | —                 | —                 | 9         | 1         | 2         | 0.11            |
| Cruz Azul · México         | 2024-25       | 1.ª           | 20    | 0     | 6      | —         | —         | —         | 4                 | 0                 | 0                 | 24        | 0         | 6         | 0.00            |
| Cruz Azul · México         | Total club    | Total club    | 77    | 9     | 21     | 0         | 0         | 0         | 10                | 0                 | 0                 | 87        | 9         | 21        | 0.1             |
| Monterrey · México         | 2021-22       | 1.ª           | 17    | 1     | 4      | —         | —         | —         | 2                 | 0                 | 0                 | 19        | 1         | 4         | 0.05            |
| Monterrey · México         | 2022-23       | 1.ª           | 40    | 3     | 4      | —         | —         | —         | —                 | —                 | —                 | 40        | 3         | 4         | 0.08            |
| Monterrey · México         | 2023-24       | 1.ª           | 33    | 1     | 5      | —         | —         | —         | 13                | 1                 | 1                 | 46        | 2         | 6         | 0.04            |
| Monterrey · México         | Total club    | Total club    | 90    | 5     | 13     | 0         | 0         | 0         | 15                | 1                 | 1                 | 105       | 6         | 14        | 0.06            |
| Guadalajara · México       | 2024-25       | 1.ª           | 13    | 1     | 2      | —         | —         | —         | 4                 | 0                 | 0                 | 17        | 1         | 2         | 0.06            |
| Guadalajara · México       | 2025-26       | 1.ª           | 4     | 0     | 0      | —         | —         | —         | 3                 | 0                 | 0                 | 7         | 0         | 0         | 0.00            |
| Guadalajara · México       | Total club    | Total club    | 17    | 1     | 2      | 0         | 0         | 0         | 7                 | 0                 | 0                 | 24        | 1         | 2         | 0.06            |
| Total carrera              | Total carrera | Total carrera | 283   | 28    | 38     | 10        | 0         | 0         | 32                | 1                 | 1                 | 325       | 29        | 39        | 0.09            |

### Resumen estadístico
|                            | Partidos | Goles | Asistencias | Promedio |
| -------------------------- | -------- | ----- | ----------- | -------- |
| Primera División de México | 228      | 19    | 38          | 0.08     |
| Liga Premier de México     | 51       | 9     | n/a         | 0.18     |
| Copas nacionales           | 10       | 0     | 0           | 0.00     |
| Copas internacionales      | 29       | 1     | 1           | 0.03     |
| Total en clubes            | 318      | 29    | 39          | 0.09     |
| México sub-23              | 6        | 2     | 1           | 0.33     |
| Selección de México        | 56       | 4     | 5           | 0.07     |
| Total en selecciones       | 62       | 6     | 6           | 0.1      |
| Total                      | 380      | 35    | 45          | 0.09     |

## Palmarés

### Títulos nacionales
| Título                     | Club      | País   | Año  |
| -------------------------- | --------- | ------ | ---- |
| Copa México                | Querétaro | México | 2016 |
| Primera División de México | Cruz Azul | México | 2021 |

### Títulos internacionales
| Título           | Selección | País           | Año  |
| ---------------- | --------- | -------------- | ---- |
| Copa Oro         | México    | Estados Unidos | 2023 |
| Liga de Naciones | México    | Estados Unidos | 2025 |

### Distinciones individuales
| Distinción                                                                  | Año  |
| --------------------------------------------------------------------------- | ---- |
| Equipo Ideal del Apertura                                                   | 2020 |
| Mejor jugador de la Liga MX (Clausura)                                      | 2021 |
| Equipo Ideal del Clausura                                                   | 2021 |
| Balón de Oro de México - Centrocampista Defensivo                           | 2021 |
| Equipo de las Estrellas de la Liga MX                                       | 2021 |
| Parte del once ideal del Torneo Olímpico de Fútbol según BeSoccer           | 2021 |
| Máximo asistente (6) de la Liga MX (Apertura)                               | 2024 |
| Parte de los 25 mejores jugadores de Cruz Azul del siglo xxi según Goal.com | 2024 |

## Vida privada
Luis Romo está casado con su novia de la adolescencia (María Fernanda), con quien tiene dos hijos: un niño y una niña. Su esposa no es una figura pública ni muy activa en redes sociales, pero es parte importante de su vida privada y familiar. Su hermano mayor, Darío, también fue futbolista en las fuerzas básicas de Chivas, equipo que siempre tuvo un significado especial para la familia Romo.
Se ha declarado seguidor del tenis y el béisbol, fanático de los Cañeros de Los Mochis, además de disfrutar mucho el arte culinario. Mencionó como su libro de cabecera El peregrino de Paulo Coelho, y Forrest Gump y Sangre por sangre como sus películas favoritas.